# 로널드 로스

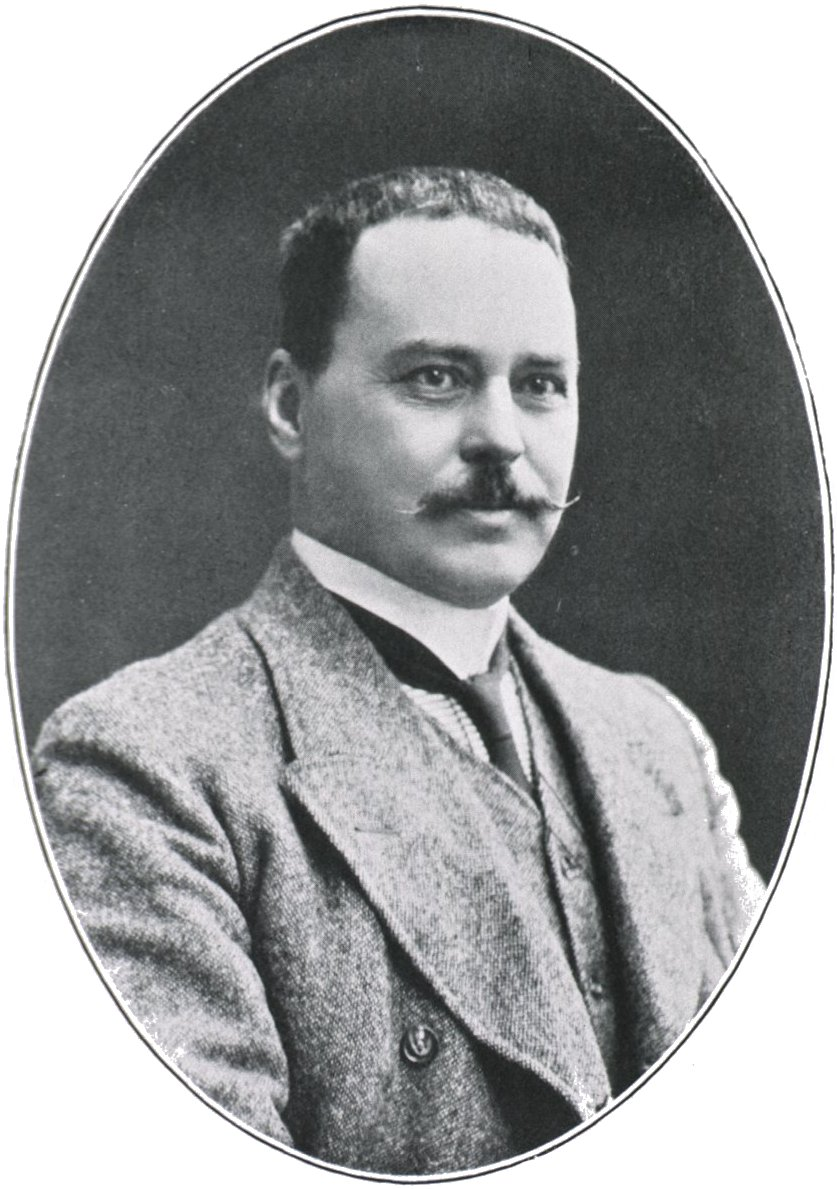
로널드 로스

로널드 로스 경(Sir Ronald Ross, KCB, FRS, 1857년 5월 13일~1932년 9월 16일)은 영국의 병리학자·기생충학자이다. 인도에서 출생하여 성 바돌로매 병원에서 공부한 후, 인도에서 군의관으로 근무중에 말라리아 병을 연구하였다. 1892년 말라리아는 모기가 옮기는 병이라는 것을 알아내고, 아노펠레스 모기를 연구하였다. 1893년 모기의 타선(침샘)에서 말라리아 병원충을 발견하고, 그 생활환경을 연구하였다. 만년에는 리버풀 대학 열대위생연구소 교수를 거쳐, 런던 대학 부속 병원 열대병 의사, 이어서 로스 연구소 및 열대병 병원 주임이 되었다. 1902년 노벨 생리학·의학상을 받았다.

## 서훈
- 1902년 바스 훈장 3등급(CB)
- 1911년 바스 훈장 2등급(KCB, 작위급 훈장)